# La Ribalera
La Ribalera és una vall que configura una de les principals unitats geogràfiques de la comarca del Pallars Sobirà. Correspon als termes municipals de Llavorsí i Farrera, a més de la part alta, on fa de límit municipal i comarcal, amb el terme de Montferrer i Castellbò, de la comarca de l'Alt Urgell.
Està situada al sud i est de la Coma de Burg i a llevant de la vall principal de la Noguera Pallaresa al nord de Rialb.
Està vertebrada pel curs del Riu de Santa Magdalena, o Romadriu, i comprèn els pobles de Montenartró i Romadriu, a més dels antics pobles, despoblats des de principis de l'edat moderna, de Castellarnau, Colomers i Serret.
A l'edat mitjana protegien aquesta vall, pertanyent al quarter de Tírvia del vescomtat de Castellbò, els castells de Castellarnau, Colomers i Serret, a més del que hi havia emplaçat a Romadriu, que hi feia de castell principal. Tots aquests castells consten com a despoblats el 1519.
Més amunt del poble de Romadriu, al costat del riu, hi ha les restes d'una antiga farga catalana mitjanament conservats. La major part dels minerals emprats ala farga provenia de les mines de les Bordes de Conflent.
L'any 1997 es van construir tres central hidroelèctriques per aprofitar el cabal del riu de Santa Magdalena; són les centrals hidroelèctriques de Montenartró, Vallespir i Mal Pas